# Järnsjön, Jämtland
Järnsjön är en sjö i Krokoms kommun i Jämtland och ingår i Indalsälvens huvudavrinningsområde. Sjön har en area på 0,158 kvadratkilometer och ligger 608,1 meter över havet.

## Delavrinningsområde
Järnsjön ingår i det delavrinningsområde (707687-142189) som SMHI kallar för Utloppet av Stor-Brännvattnet. Medelhöjden är 595 meter över havet och ytan är 21,89 kvadratkilometer. Det finns inga avrinningsområden uppströms utan avrinningsområdet är högsta punkten. Skärvångsån (Djupvattsån) som avvattnar avrinningsområdet har biflödesordning 3, vilket innebär att vattnet flödar genom totalt 3 vattendrag innan det når havet efter 305 kilometer. Avrinningsområdet består mestadels av skog (67 procent) och sankmarker (24 procent). Avrinningsområdet har 1,88 kvadratkilometer vattenytor vilket ger det en sjöprocent på 8,6 procent.